# Мономахова шапка
Мономаховата шапка е главната корона в руските царски регалии до времето на Петър I, който я заменя с руската императорска корона. Предание гласи, че тази регалия е изпратена от византийските императори Василий Българоубиец и Константин IX Мономах на киевския княз Владимир II през 988 г. Това предание обаче е опровергано, тъй като Владимир II става велик княз през 1113 г., а император Константин умира 59 години по-рано — през 1054 г.
Според последните проучвания, за първи път с нея е коронясан на Успенския събор на 4 февруари 1498 г. Дмитрий Внук - по-големият син на Иван III.
Според някои историци шапката е изработена във Византия, според други е дело на египетско-арабското изкуство, а според трети е бухарска изработка. Датирана е от края на 13 и началото на 14 век. Направена е от масивно злато, сребро, скъпоценни камъни, перли, самурена кожа, филигран, златни зрънца и фина гравюра. Мономаховата шапка заедно с кръста има височина 25 см и има диаметър около 20 см. Съхранява се в Оръжейната палата на Кремъл.
Фразата „Мономахова шапка“ има и преносно значение, аналогично с това на „тежка е царската корона“.